# Alexander Avenarius
Alexander Avenarius (Turócszentmárton, 1942. május 16. – Pozsony, 2004. október 26.) szlovák levéltáros, történész.

## Élete
Apja orosz nemesi emigráns volt, aki földmérő mérnökként dolgozott, anyja morvaországi volt.
A pozsonyi Comenius Egyetem levéltár szakán végzett. 1964-1968 között a pozsonyi Szlovák Műszaki Egyetem Építészettörténeti tanszékén oktatott. 1968-1972 között a Szlovák Tudományos Akadémia pozsonyi Történeti Intézetének munkatársa volt. Ezután a Szlovák Műemlékvédelmi Hivatalban (akkor intézet) helyezkedett el.
1989-ben megvédte disszertációját a Történeti Intézetben, melyet 1992-ben jelentetett meg. 1998-ban docenssé habilitált és 2002-ben professzorrá nevezték ki.
Az Kárpát-medencei avarság illetve a bizánci kapcsolatok, illetve a képrombolás kutatásával foglalkozott. 1989 után tanulmány- és előadói utakon vett részt Franciaországban, Németországban és Olaszországban. Ugyanekkor kezdett el oktatni a szlovákiai egyetemeken, Eperjesen és Nagyszombatban is. A Comenius Egyetemen az ő kezdeményezésére jött létre a bizantológiai szeminárium.

## Művei
- 1974 Die Awaren in Europa. Amsterdam.
- 1992 Byzantská kultúra v slovanskom prostredí v 6. až 12. storočí. K problému recepcie a transformácie. Bratislava.
- 1992 Dějiny Byzance. Praha. (társszerző)
- 1998 Byzantský ikonoklazmus - Storočie zápasu o ikonu. Bratislava.
- 2000 Byzantinische Kultur und die Slawen.